# Minus de Jonge
Marinus Willem Cornelis (Minus) de Jonge (Zutphen, 25 april 1911 – aldaar, 30 december 2001) was een Nederlandse advocaat van 1933 tot 1981 en verzetsstrijder tijdens de Tweede Wereldoorlog. Hij zette zich daarnaast onder meer in voor monumentenbehoud in zijn geboorte- en woonplaats Zutphen.

## Levensloop
De Jonge, telg uit het van oorsprong Zeeuwse adellijke geslacht De Jonge uit Zierikzee, volgde het gymnasium-A in Zutphen en studeerde rechten te Leiden. Daarna keerde hij terug naar Zutphen, waar hij in 1935 een advocatenpraktijk begon in het kantoor van zijn overleden vader jhr. mr. Bonifacius (Bon) de Jonge (1874–1933) en zijn oom jhr. mr. Carel Claudius (Cai) de Jonge (1887–1963). 
Na de Tweede Wereldoorlog voerde hij deze praktijk samen met zijn jongere broer jhr. mr. Willem Hendrik (Hank) de Jonge (1917–2008).

### Tweede Wereldoorlog
Op 9 juni 1942 werd De Jonge gearresteerd wegens deelname aan Inlichtingengroep Van Hattem. Hij zat als politiek gevangene in het Oranjehotel in Scheveningen, het Groot Seminarie Haaren en de Wehrmachtsgefängnis aan de Gansstraat in Utrecht. Nadat hij door de Duitse Militaire Rechtbank aldaar in het Van Hattem-proces buiten het proces was gesteld, werd De Jonge gedetineerd in Kamp Amersfoort en als Nacht und Nebel-gevangene in de kampen Natzweiler-Struthof, Erzingen (een buitenkamp van Natzweiler-Struthof) en Dachau, waar hij op 29 april 1945 werd bevrijd.
In 1945 trouwde hij te Zutphen met domineesdochter Clasina Johanna (Cies) Ort (1910–2001). Ze kregen een dochter en twee zonen van wie de jongste zoon ook weer advocaat werd.

### Na de oorlog
De Jonge was deken van de Orde van Advocaten in het Arrondissement Zutphen van 1961 tot 1980. In zijn vrije tijd was hij van 1935 tot 1985 secretaris-penningmeester van de Stichting Het Wijnhuisfonds – mede opgericht door zijn vader Bon de Jonge in 1927 –, een Professionele Organisatie voor Monumentenbehoud (POM), waarvoor hij uit handen van Pprins Bernhard de Zilveren Anjer ontving van het Prins Bernhard Cultuurfonds en koninklijk onderscheiden werd als ridder in de Orde van de Nederlandse Leeuw.
Tevens was de Jonge bestuurslid en erelid van de Zutphense Roei- en Zeilvereniging "Isala".
De Jonge overleed in 2001 op negentigjarige leeftijd.

## Onderscheidingen
De Jonge ontving diverse onderscheidingen:
- 1958 – De erepenning van de stad Zutphen in zilver voor burgerzin
- 1967 – Ridder in de Orde van de Nederlandse Leeuw
- 1975 – Bronzen herinneringspenning van het Nationaal Comité M75
- 1978 – Zilveren Anjer voor verdiensten t.a.v. restauratie van monumenten
- 1981 – Verzetsherdenkingskruis[5]